# Cumulus fractus
Las nubes fractus son nubes pequeñas y fragmentarias, que usualmente se hallan bajo un ambiente nuboso, formando o habiéndose formado de nubes más grandes, y generalmente cortadas por fuertes vientos. Las fractus tienen patrones irregulares, aparentando ser piezas de algodón, cambiando constantemente, con frecuencia formándose y disipándose rápidamente. No tienen definida su base nubosa. A veces son persistentes y se forman muy cerca de la superficie. Clases comunes son las cumulus fragmentadas bajo un puerto (scud) y "nubes marcas".

## Formas
Las fractus son una nube accesoria, así nombradas por el tipo de nube de la cual se han desprendido.  Las dos formas principales son:
- cumulus fractus (formalmente, fractocumulus)
- stratus fractus (formalmente, fractostratus).

Las nubes fractus se pueden desarrollar dentro de Cúmulus si el calor del terreno es lo suficiente para comenzar la  convección.  Las Stratus fractus se distinguen de las Cumulus fractus por su menor extensión vertical, color más oscuro,  y por la mayor dispersión de sus partículas. 
Las Cumulus fractus lucen como una nube Cumulus fragmentada. Pueden originarse de cúmulos disipados, apareciendo en este caso como nubes blancas desiguales localizadas a una significante distancia una de otra. Los Fractus Cumulus en particular se forman de la administración y rastreo de los bordes de tormenta de verano en húmedas y cálidas condiciones.  Observando la nube fractus da indicaciones de movimientos de viento bajo una nube padre.
La masa de múltiples nubes fractus, localizadas bajo una nube principal se llaman pannus.
Los  fractonimbus  son una forma de stratus fractus, desarrollados bajo nubes de precipitación debido a movimiento turbulento del  aire.Son color gris oscuro y su apariencia es la de una nube Nimbus rasgada e irregular. Fractonimbus existe solo bajo nubes de precipitación (tales como nimbostratus, Altostratus o Cumulonimbus) que son nubes de precipitación. Los Fractonimbus pueden fundirse completamente como nubes nimbostratus.

## Significado en tormentas
En tormentas eléctricas, las nubes fractus se forman frecuentemente en el área ascendente donde el aire ha sido enfriado por la precipitación de la corriente descendente, de este modo la condensación se produce debajo de la cubierta de las nubes ambientales. Si las fractus están subiendo y moviéndose hacia la corriente de aire vertical, a veces marcado por una base libre de lluvias, (RFB) o pared nubosa, entonces la tormenta eléctrica está aún en proceso de crecimiento. Las nubes fractus son comunes y usualmente insignificantes, sin embargo, las nubes fractus preceden las nubes pared, que frecuentemente se forman con nubes fractus ascendentes.
Además de formarse en entrada, las fractus también se forman en salida. Es muy común en el borde delantero de una tormenta cuando aire caliente y húmedo se levanta por la ráfaga delante. Scud por lo general se encuentran bajo plataforma de nubes.

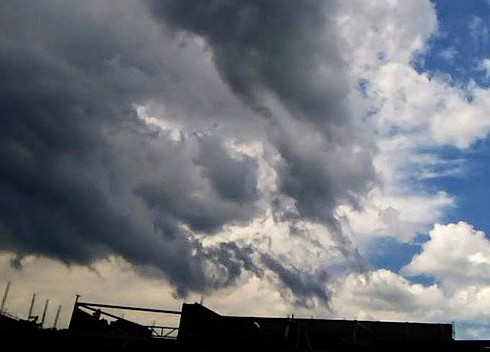
Nubes fractonimbus

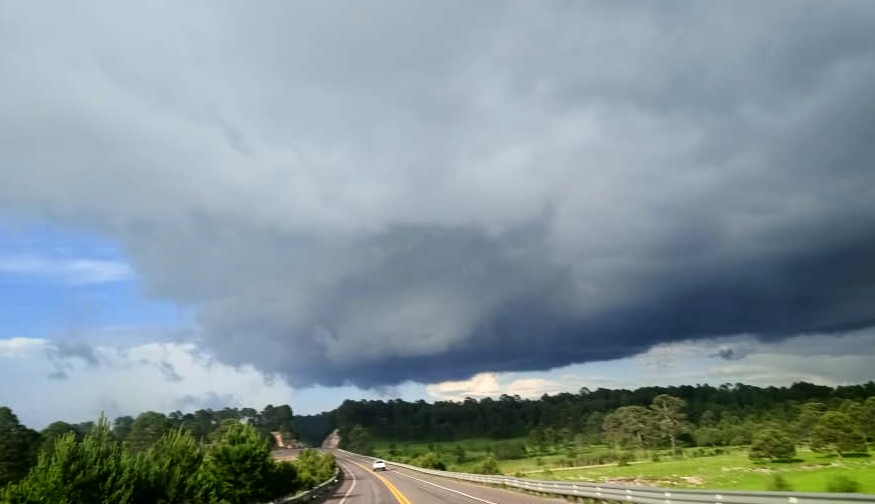
Nube pared con nubes fractonimbus a su lado